# Sambwa Pida N’Bagui
Sambwa Pida N’Bagui (ur. 12 listopada 1940, zm. 4 marca 1998), polityk Demokratycznej Republiki Konga (Zairu), były premier.
Pochodził z ludu Bantu. Studiował ekonomię na uniwersytecie w Brukseli. Pracował w administracji rządowej, po dojściu do władzy Mobutu Sese Seko został członkiem rządzącego ugrupowania Ludowy Ruch Rewolucji. W latach 70. kierował Bankiem Zairu, następnie był m.in. ministrem ekonomii i przemysłu, ministrem planowania i budżetu. Od marca do listopada 1988 pełnił funkcję premiera (I komisarza).